# Targhe d'immatricolazione dell'Uzbekistan

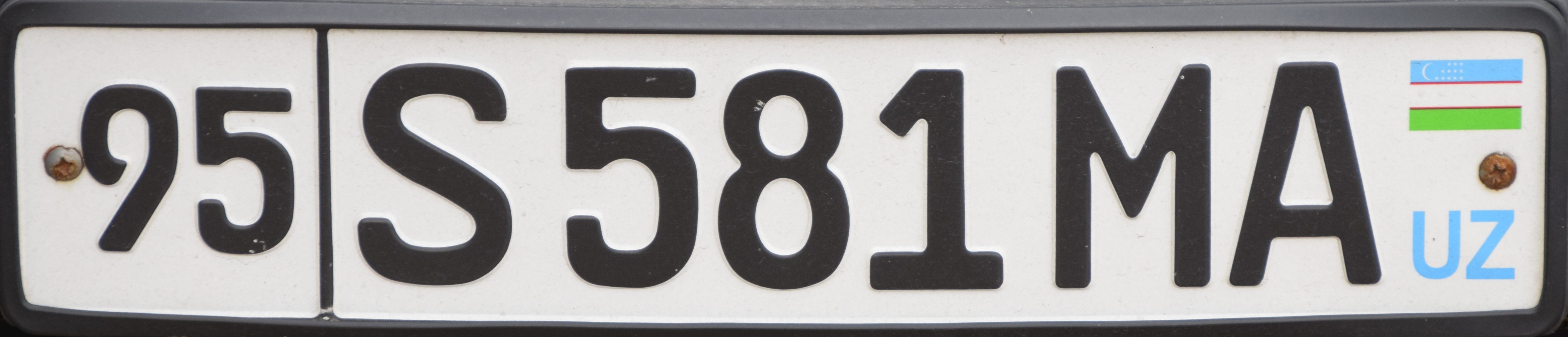
Targa standard su una linea per veicoli privati

Le targhe d'immatricolazione dell'Uzbekistan sono destinate ai veicoli immatricolati nel Paese centroasiatico.

## Sistema in uso

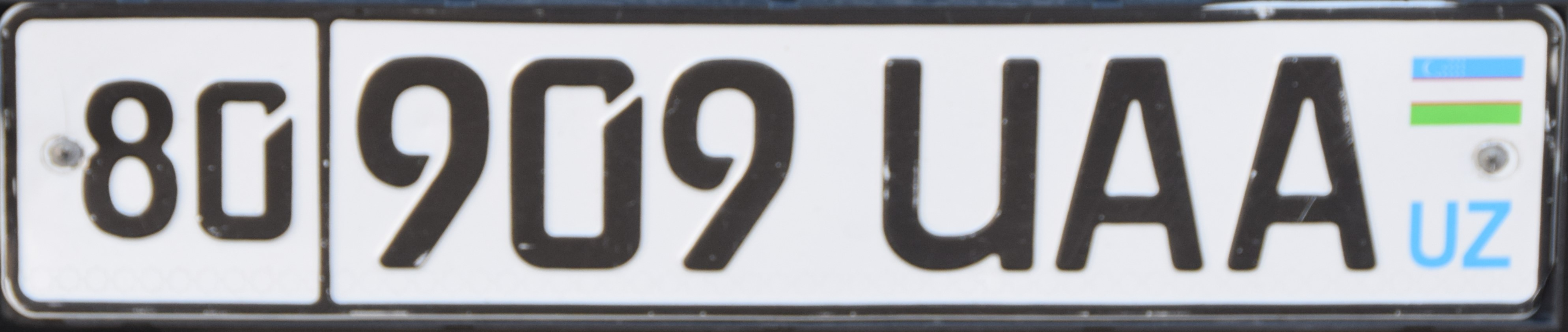
Targa di un veicolo di proprietà statale

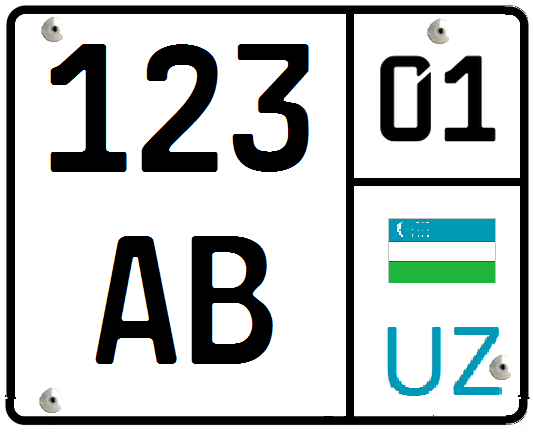
Targa campione di un motoveicolo

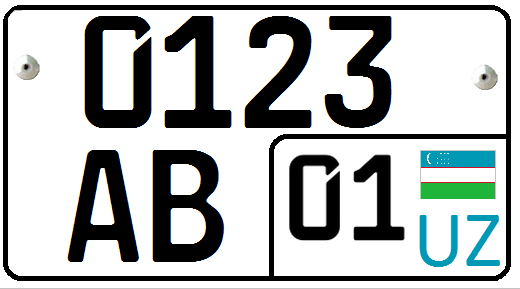
Modello di formato per rimorchi

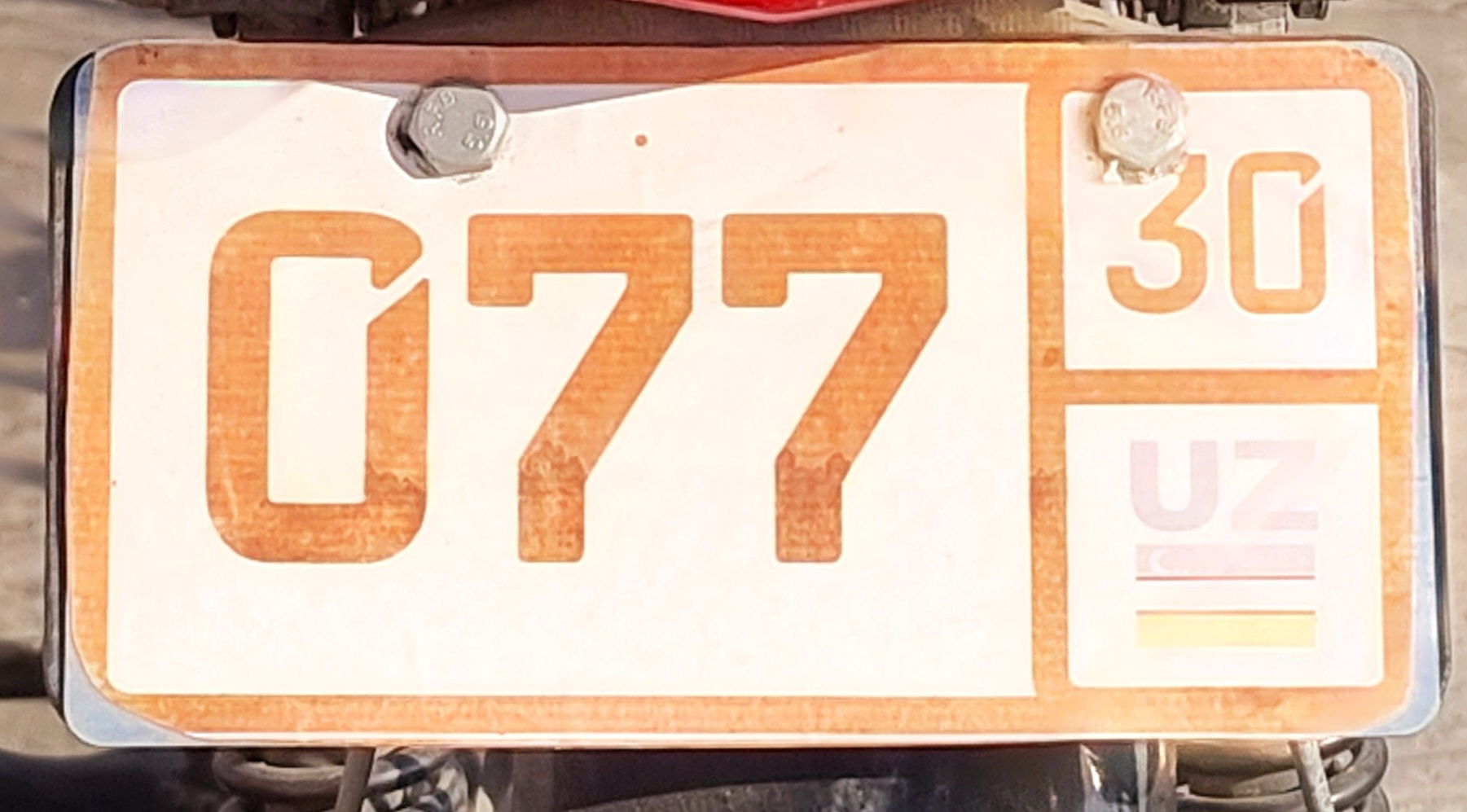
Targa di un ciclomotore (30 = regione di Samarcanda)

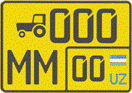
Targa campione di una macchina agricola intestata a una persona fisica

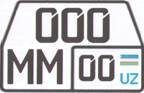
Formato per rimorchi agricoli intestati ad una persona giuridica

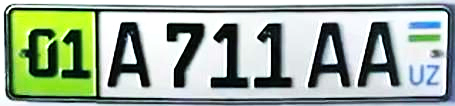
Targa di un veicolo elettrico

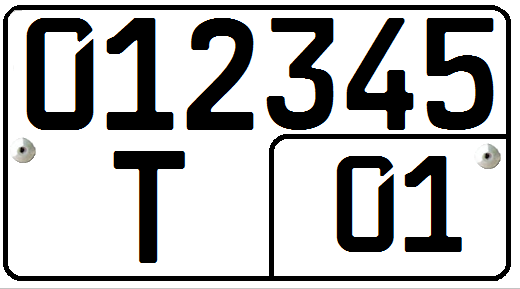
Esempio di formato per immatricolazioni temporanee

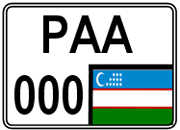
Facsimile di targa posteriore dell'auto ufficiale del Presidente

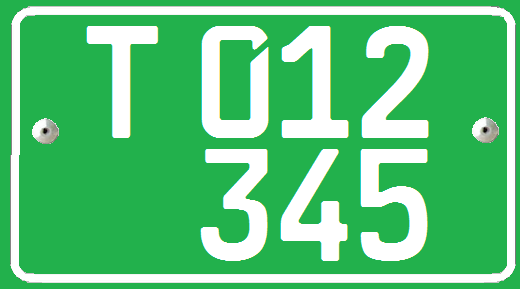
Esempio di targa su due righe apposta sulla vettura del personale tecnico di una rappresentanza diplomatica

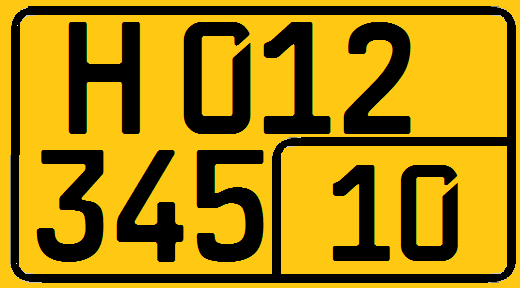
Modello di targa su doppia linea fissata sulla vettura di un cittadino straniero con residenza in Uzbekistan

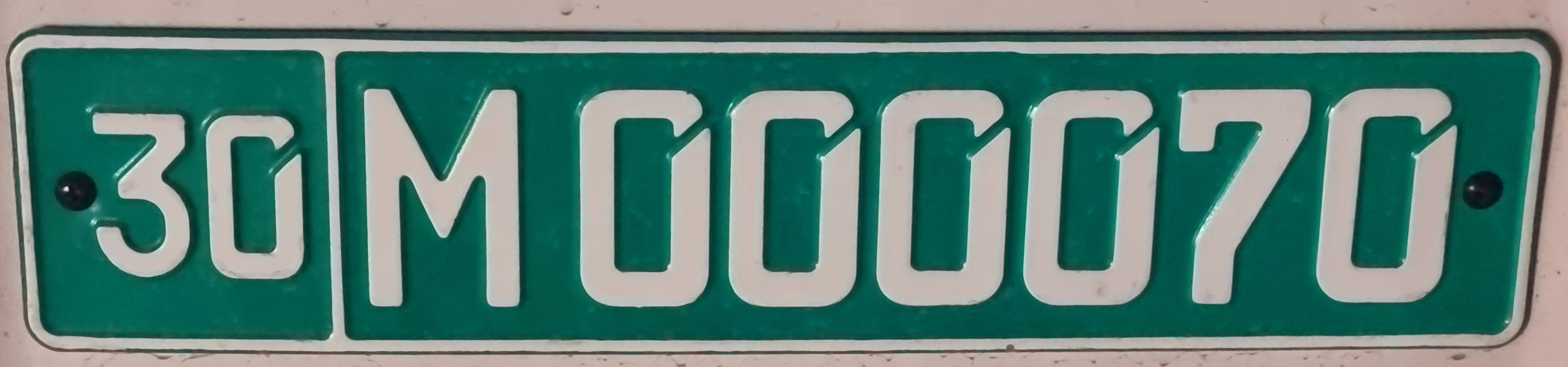
Formato per veicoli di aziende straniere, joint venture, stampa e media esteri, organizzazioni non governative

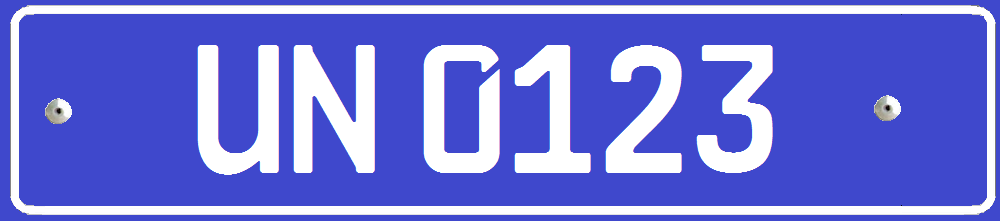
Facsimile di targa su una linea di una vettura intestata a un dipendente dell'ufficio di rappresentanza delle Nazioni Unite

Le targhe attuali, introdotte il 1º ottobre 2008, utilizzano caratteri neri su fondo bianco e adottano le dimensioni europee nel formato standard su un'unica linea, che misura 520 × 112 mm, mentre quello su due righe (145 × 190 mm) ha dimensioni simili al formato nordamericano. 
Nel margine superiore destro la bandiera uzbeca, sormonta la sigla automobilistica internazionale UZ di colore azzurro chiaro. Sulla sinistra è presente un campo delimitato da una linea verticale con un codice di due cifre indicante la regione (viloyat). In occasione della riforma del 1º ottobre 2008, fu deciso di adottare il font tedesco antifalsificazione FE-Schrift e nuovi codici identificativi dell'area di immatricolazione. La combinazione alfanumerica attualmente in uso è composta, nel caso di veicoli privati, da una lettera seguita da tre cifre e da due ulteriori lettere. Le targhe dei veicoli di proprietà dello Stato hanno invece un blocco alfanumerico di tre cifre seguite da tre lettere. 
Nel formato su doppia linea la bandiera nazionale e il codice internazionale si trovano generalmente in basso a destra; sulla riga superiore sono posizionate quattro cifre, su quella inferiore due lettere. La serie riservata ai rimorchi è composta da quattro cifre e due lettere, quella dei motoveicoli da tre cifre e due lettere. I ciclomotori si contraddistinguono per il bordo e i caratteri (solo numerici) di colore arancione; a destra, separati da una linea verticale, ci sono due riquadri: in alto si trova il codice identificativo della regione e in basso sono impresse le lettere UZ che sormontano la bandiera nazionale. 
Nel 2013 sono state introdotte nuove targhe per macchine agricole e da lavoro, caratterizzate dal pittogramma di un trattore e da una combinazione di tre cifre seguite da due lettere; le dimensioni sono 288 × 206 mm. Il colore di base è il giallo o il bianco a seconda che il proprietario sia una persona fisica o giuridica. Il codice regionale e quello internazionale sono collocati in basso a destra. Le targhe dei rimorchi agricoli sono simili ma senza pittogramma; hanno forma trapezoidale con gli angoli superiori smussati. 
Da novembre 2021 i veicoli elettrici (alimentati da almeno 4 kW e con velocità minima di 40 km/h) hanno targhe simili a quelle ordinarie, dalle quali si differenziano per lo sfondo del codice della regione a sinistra della linea verticale, di colore verde-giallo.
Le targhe temporanee iniziano con la lettera T, seguita da sei cifre che nelle targhe su due righe occupano la linea superiore. Sul lato destro (o in basso a destra) è posizionato il codice regionale; la bandiera e il codice internazionale non sono presenti. 
Le targhe degli automezzi delle Forze armate sono riconoscibili per le scritte bianche in campo nero. Restarono invariate fino a fine luglio del 2018, quando il Ministero della Difesa ha introdotto un nuovo formato con tale sequenza: codice regionale, una linea verticale, quattro cifre e le lettere fisse MV (che stanno per Mudofaa Vazirligi, cioè "Ministero della Difesa") o MT. Come nel sistema in vigore precedentemente, le targhe delle vetture dell'ufficio centrale del Ministero hanno caratteri neri su base bianca, negli altri automezzi la combinazione di colori tradizionale è invertita: fondo nero e simboli bianchi. 
Le vetture ufficiali del Presidente della Repubblica sono composte unicamente dalla sequenza alfanumerica fissa PAA 001 preceduta o (nelle targhe posteriori su due linee) seguita dalla bandiera nazionale. 
Le targhe diplomatiche, sprovviste del codice numerico identificativo della regione, presentano simboli bianchi e fondo verde chiaro. La prima lettera è "D", "T" o "X" a seconda dello status diplomatico del proprietario. Tale lettera è seguita da sei cifre, le prime tre delle quali identificano lo Stato della rappresentanza. Ai capi di missioni diplomatiche viene riservata una serie la cui combinazione inizia con le lettere CMD; il codice D è assegnato ai Corpi diplomatici o consolari; i codici T e X designano rispettivamente il personale tecnico e lo staff di servizio accreditato presso le rappresentanze diplomatiche di Paesi esteri.  
Il formato dei veicoli di cittadini stranieri con residenza in Uzbekistan ha simboli neri e fondo giallo; sulla sinistra si trova il codice regionale seguito dalla lettera H e da sei cifre.
Vengono assegnate targhe di colore verde scuro alle autovetture intestate ad aziende straniere, joint venture, stampa e media esteri, organizzazioni non governative. Il codice regionale è anteposto alla lettera M e a un numero di sei cifre.
Le targhe rilasciate ai veicoli appartenenti ai dipendenti dell'ufficio di rappresentanza delle Nazioni Unite hanno caratteri bianchi su fondo blu; le lettere UN precedono o sormontano una numerazione progressiva di quattro cifre. 
A partire dal 2017 è possibile farsi rilasciare targhe personalizzate composte da tre lettere identiche (ad esempio OOO, VVV).

## Elenco dei codici regionali

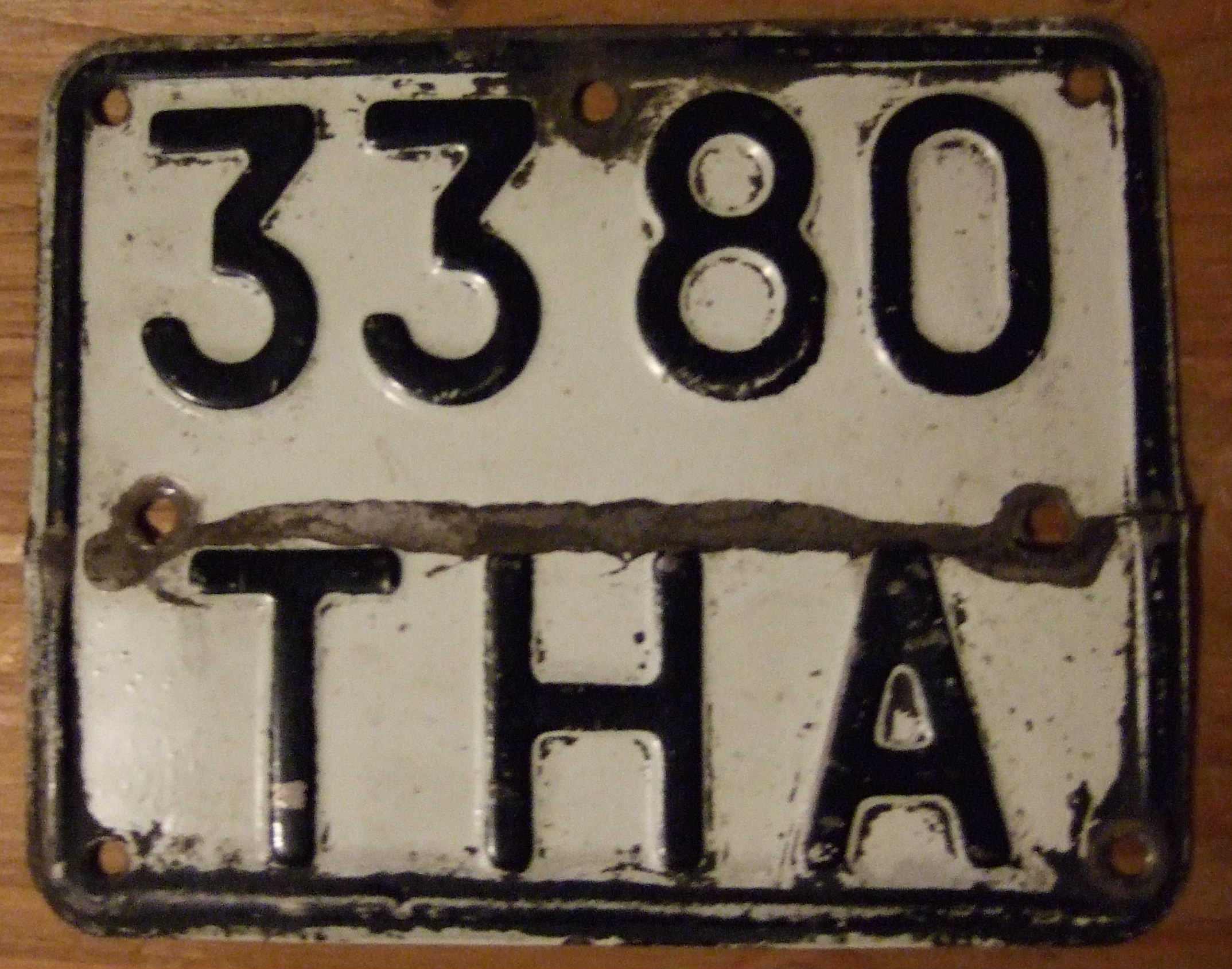
Formato sovietico (1989–1998) di targa posteriore; le prime due lettere identificano la provenienza, in questo caso Tashkent città

| Codici    | Codici    | Codici   | Regione / Città                        |
| 1989-1998 | 1998-2008 | dal 2008 | Regione / Città                        |
| --------- | --------- | -------- | -------------------------------------- |
| TH, TЯ    | 10, 30    | 01 – 09  | Tashkent (città)                       |
| TШ        | 11        | 10 – 19  | Regione di Tashkent                    |
| CИ        | 12        | 20 – 24  | Regione di Sirdaryo                    |
| ДД        | 13        | 25 – 29  | Regione di Jizzax                      |
| CH        | 14        | 30 – 39  | Regione di Samarcanda                  |
| ФE        | 15        | 40 – 49  | Regione di Fergana                     |
| HA        | 16        | 50 – 59  | Regione di Namangan                    |
| AH        | 17        | 60 – 69  | Regione di Andijan                     |
| KФ        | 18        | 70 – 74  | Regione di Kashkadarya                 |
| CД        | 19        | 75 – 79  | Regione di Surxondaryo                 |
| БX        | 20        | 80 – 84  | Regione di Bukhara                     |
| HB        | 21        | 85 – 89  | Regione di Navoiy                      |
| XЗ        | 22        | 90 – 94  | Regione di Khorezm                     |
| KП        | 23        | 95 – 99  | Repubblica autonoma del Karakalpakstan |

## Sigle speciali

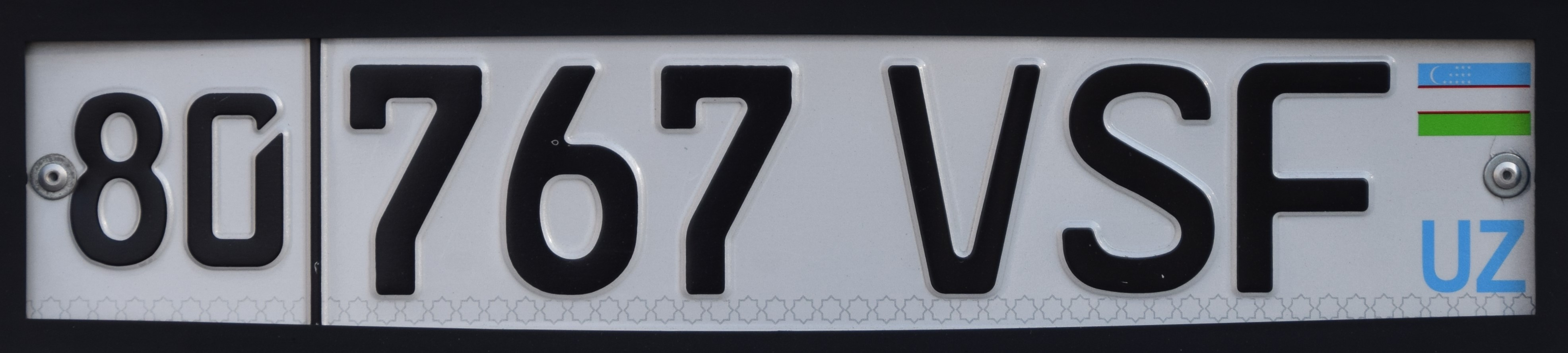
Targa di un veicolo della Polizia (80 = regione di Bukhara)

- APC 700–799 - Viceministri o vicepresidenti di comitati statali
- DAV - Direzione delle organizzazioni centrali del potere statale
- DXA, PXQ - Dipendenti del dipartimento servizi pubblici del ministero della giustizia
- FVV - Personale del ministero delle situazioni di emergenza
- PAA 200–295 - Ministri del governo
- PPP - Assemblea Suprema (Oliy Majlis)
- PSF, PSP - Ufficiali della Guardia Nazionale
- PSS - Servizio di sicurezza del Presidente della Repubblica

- TSS, TST[4] - Funzionari del Servizio di sicurezza dello Stato
- TTA–H - Taxi
- UNG - Personale dell'OMS in Uzbekistan
- USB, USC, BGR (2014–2018),  MV, MT (dal 2018) - Personale del ministero della difesa della Repubblica
- UZA, UZB, UZC, UZD, UZZ - Capi degli organi supremi dello Stato
- XVH - Autorità pubbliche regionali[5]
- VSB, VSC, VSD, VSF, VSG, VSP, VSV, AAA 701–799 - Funzionari del ministero dell'interno
- ZDF, ZDP - Procuratore generale della Repubblica

## Sistema terminato nel 2008

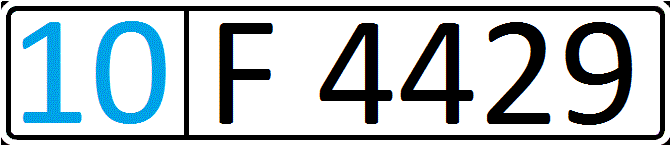
Targa su unica riga per veicoli privati del tipo in uso dal 1996 al 2008

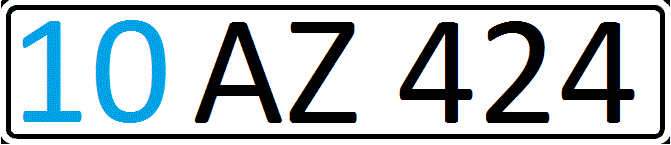
Formato 1996–2008 su una linea per veicoli di proprietà statale

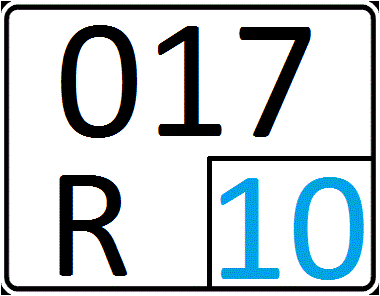
Grafica 1996–2008 per motocicli e scooter

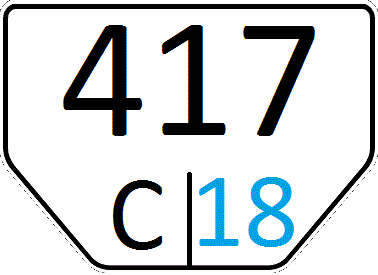
Design 1996–2008 per rimorchi

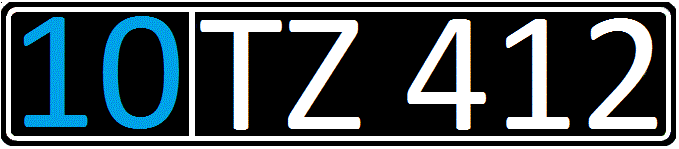
Targa (del vecchio sistema) di un automezzo militare

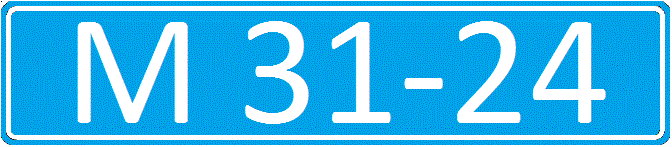
Formato cessato nel 2008 per vetture intestate a una società estera o joint venture

Nel 1996, a cinque anni dall'indipendenza dell'Uzbekistan, fu introdotto il primo sistema di targhe d'immatricolazione nazionali, le quali furono sostituite obbligatoriamente con decorrenza dal 1º gennaio 2011. 
Queste erano composte da due campi delimitati da una linea verticale di separazione. Sulla sinistra erano presenti due cifre azzurre indicanti la regione di appartenenza, sulla destra una lettera e quattro cifre. Le targhe iniziavano con due numeri celesti indicanti l'area di immatricolazione. Una linea verticale era seguita da una lettera e quattro cifre nei veicoli privati, da due lettere e tre cifre nei veicoli di proprietà statale. 
Nel formato su due righe per rimorchi e motocicli, in alto si trovava la numerazione a tre cifre mentre in basso erano posizionati a sinistra una lettera e a destra il numero identificativo della regione. Le targhe dei rimorchi avevano gli angoli inferiori smussati. 
Il formato per gli automezzi delle Forze armate presentava scritte bianche su sfondo nero. 
Uno sfondo verde era riservato alle targhe diplomatiche. A seconda del loro status, iniziavano con le lettere D (diplomatico), T (personale tecnico) o CMD (capo di missione diplomatica). Due coppie di numeri erano separate da un trattino. 
Alle vetture intestate a società estere o joint venture erano assegnate targhe simili ma con base azzurra anziché verde; due coppie di due cifre erano separate da un trattino e precedute da una M. 
Ai cittadini stranieri con residenza in Uzbekistan venivano riservate targhe gialle nelle quali il numero della regione, di colore celeste, era anteposto alla lettera H e ad una numerazione composta da quattro cifre.